# 瀬緒凛
瀬緒 凛（せお りん、2003年4月2日 - ）は、日本のAV女優。ルミナスプロモーション所属。

## 略歴
2024年5月にプレステージ出版よりヌード写真集「GALLANT」を発売し、7月にプレステージ専属女優としてAVデビュー。

## 人物
東京都出身。趣味はイヤホン（オーディオマニア）。好きな食べ物はアイスクリーム。
アナウンサー志望の女子大生。

2024年からケンコババコバコナイト出演

## 作品
◎はBD版発売作品。

### アダルトDVD
- 新人 プレステージ専属デビュー AV経由で女子アナへ。夢を追う現役女子大生が清楚で淫らなSEX解禁。（7月5日、プレステージ）
- 美少女と、貸し切り温泉と、濃密性交と。26（8月16日、プレステージ）
- 顔射の美学 25（9月6日、プレステージ）
- アオハル 制服美少女と完全主観で過ごす性春3SEX。＃14（10月4日、プレステージ）
- スポコス汗だくSEX3本番! 体育会系・瀬緒凛 act.34（11月1日、プレステージ）
- 義理の妹が完堕ちするまでぶっ壊された ずぶ濡れ性交 瀬緒凛（12月6日、プレステージ）

- 天然成分由来 瀬緒凛汁 120％ 86（1月17日、プレステージ）
- 結合部接写。 瀬緒凛（2月21日、プレステージ）
- ニートな姫にもほどがある! 無職でヲタク、性欲溜まりまくりの干物美少女がチ●ポの快感を思い出しちゃった! 瀬緒凛（3月21日、プレステージ）
- 甘サドちくびッ痴 瀬緒凛（4月18日、プレステージ）
- 素人くんと丸1日2人きり。 瀬緒凛（5月16日、プレステージ）
- なまなかだし 瀬緒凛（6月20日、プレステージ）
- 瀬緒凛と朝まで過ごせる 超高級デートクラブ（7月18日、プレステージ）
- 本番オーケー!? 噂の裏ピンサロ 26 瀬緒凛（8月15日、プレステージ）

### アダルト動画配信
- 顔が可愛くてちっちゃくて巨乳の反則女子大生りんりん! 鈴の音色みたいな可愛らしい声を聞いて欲しいりんりん! これは音と映像で魅了する新しい癒しAVりんりん! 将来の夢がアナウンサーの凛ちゃんは、全身が性感帯だから耳を舐められただけで『んんっんつんん///』ってたーくさんえっちな声出しちゃうんだから! りんりん!  【初撮り】ネットでAV応募→AV体験撮影 2192 凛(りん) 21歳 大学生（7月27日、シロウトTV）

### イメージDVD / BD
- Rin Delicious Symphony 瀬緒凛（2025年4月3日、REbecca）◎

### デジタル写真集
2024年
- GALLANT（5月3日、プレステージ出版、撮影：街田和由）
- GALLANT 未公開SP（9月20日、プレステージ出版、撮影：街田和由）

## その他製品

### トレーディングカード
- PRESTIGE Playing card ver.2（2025年3月28日、プレステージ）※専属女優10名の写真を使用したプレステージ公式トランプ。数量限定販売。シリアルナンバー入りケース付属。